# Жданов, Михаил Алексеевич
Михаи́л Алексе́евич Жда́нов (26 января [7 февраля] 1897, Керки, Бухарский эмират — 17 декабря 1982, Москва) — советский учёный геолог, специалист по нефтегазопромысловой геологии, доктор геолого-минералогических наук, профессор (1945).

## Биография
Родился 26 января (7 февраля) 1897 года в городе Керки, Бухарский эмират, Российская империя.
C 1900 года жил и учился в Ташкенте.
В 1914—1917 и 1921—1923 годах учился в Горном институте в Петрограде.
1924 — групповой геолог, районный геолог нефтяных промыслов Грозного
1930 — заведующий Кубано-Черноморским отделом Грознефти. 1930—1933 главный геолог Майнефти.
1933 — старший инженер и заведующий секцией промысловой геологии Нефтяного геологоразведочного института; одновременно — чтение лекций в Московском нефтяном институте им. И. М. Губкина по курсу «Нефтегазопромысловая геология»
1933—1953 преподаватель, заведующий кафедрой разведки и разработки нефтяных и газовых месторождений, Московский нефтяной институт
с 1953 — заведующий кафедрой промысловой геологии нефти и газа
1938—1939 — декан геологоразведочного факультета
1941—1943 — эвакуация с институтом в Уфу
1943—1945 — заместитель директора Института по научной и учебной работе
1945—1946 — заместитель начальника Главного управления учебными заведениями Наркомнефти
1948—1977 — член Государственной комиссии по запасам полезных ископаемых
Скончался 17 декабря 1982 года в Москве.

## Научно-производственные и общественные достижения
Автор и соавтор свыше 150 научных работ, в том числе 10 монографий и 5 учебников по нефтепромысловой геологии и подсчету запасов нефти и газа:
- «Разработка нефтяных месторождений и методы подсчета запасов газа» (1938)
- «Геологическое обслуживание эксплуатационного бурения нефтяного промысла» (1938)
- «Методика подсчета природных горючих (углеводородных) газов» (1940)
- «Методы исчисления запасов нефти» (1948)
- «Основы промысловой геологии нефти и газа» (1966)
- «Методика и практика подсчета запасов нефти и газа» (1967)
- Член ВАК по присуждению ученых степеней в области науки (1957—1974)
- член Ученого совета МНИ им. И. М. Губкина по защите кандидатских и докторских диссертаций

## Награды и звания
- 1944 — Орден «Знак Почёта»
- 1943 — Знак «Отличник Наркомнефти» (1943)
- 1945 — Орден Трудового Красного Знамени
- 1948 — звание Генеральный директор геологической службы 3 ранга.